# 弗勒里 (埃纳省)
弗勒里（法語：Fleury，法語發音：[flœʁi] ⓘ）是法国上法蘭西大區埃纳省的一个市镇，属于苏瓦松区。

## 地理
弗勒里（49°15'29"N, 3°9'23"E）面积6.51 平方千米，位于法国上法蘭西大區埃纳省，该省份为法国北部内陆省份，北起北部省，西接索姆省和瓦兹省，东临阿登省和马恩省，西南至塞纳-马恩省，东北部与比利时接壤。
与弗勒里接壤的市镇（或旧市镇、城区）包括：科尔西、当普勒、蒙戈贝尔、皮瑟昂雷茨、维莱科特雷。

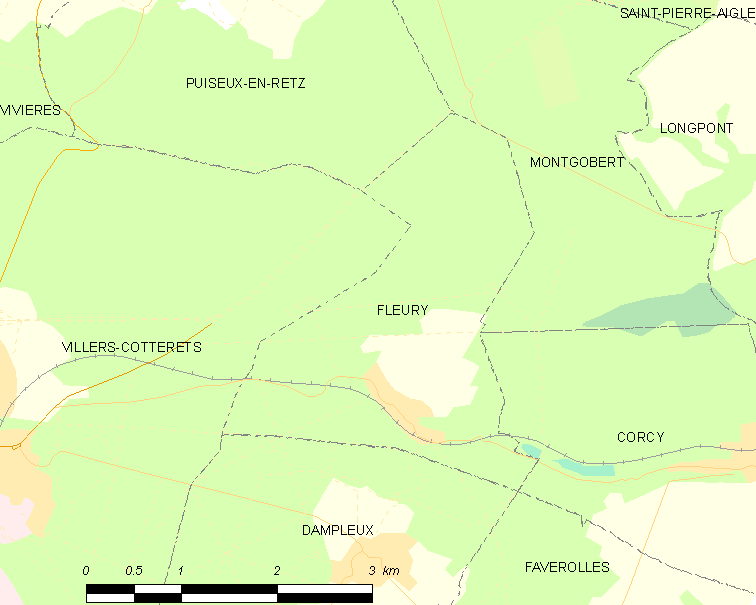
的OSM定位图

弗勒里的时区为UTC+01:00、UTC+02:00（夏令时）。

## 行政
弗勒里的邮政编码为02600，INSEE市镇编码为02316。

## 政治
弗勒里所属的省级选区为维莱科特雷县。

## 人口

1962-2008年间人口变化图示

弗勒里于2022年1月1日时的人口数量为126人。